# Akodon tartareus
El ratón de Tartagal (Akodon tartareus) es una especie de roedor de pequeño tamaño del género Akodon de la familia Cricetidae. Habita en el noroeste del Cono Sur de Sudamérica.

## Taxonomía
Esta especie fue descrita originalmente en el año 1919 por el zoólogo británico Oldfield Thomas.
Caracterización y relaciones filogenéticas
Akodon tartareus fue tratada como subespecie de Akodon varius (Akodon varius tartareus) y de Akodon simulator (Akodon simulator tartareus). Sin embargo, un estudio efectuado en el año 2008 que investigó las relaciones filogenéticas y evolutivas entre los linajes del género Akodon examinando datos de la secuencia de nucleótidos del citocromo-b del gen mitocondrial, arrojó como resultado que es una biena especie.
Akodon tartareus pertenece al grupo de especies “Akodon simulator” o “clado selva de yungas”, junto con A. simulator, A. glaucinus y A. varius.

## Distribución geográfica
Este roedor es endémico del norte de la provincia de Salta, en el noroeste de la Argentina.